# 萬國博中央口車站
萬國博中央口車站（日语：／ Bankoku-haku-Chūō-guchi eki */?）是一個曾經存在於日本大阪府吹田市境內，由北大阪急行電鐵所經營的臨時鐵路車站。僅短暫營運了約半年的萬國博中央口車站是因應1970年日本萬國博覽會（大阪萬博）而開設的專用接駁車站，是當時北大阪急行會場線（今南北線的支線）的終點站。

## 簡介
萬國博中央口車站的實際地點坐落在自江坂車站起算約9.0km（若自南北線與大阪地下鐵御堂筋線的分界點起算，則為3.6km）的位置處，位在今日中國自動車道上行方向吹田交流道的出口收費站之車道中央。車站是在1970年2月24日正式營運，主要作為參觀博覽會的民眾之接駁用途，因此在同年萬國博覽會結束之後的9月14日時廢站，車站拆除後的建地被轉作高速公路的拓寬用地。
在大阪萬博博覽會開辦期間，主辦單位也在博覽會會場內設有一環狀路線的單軌電車系統，並將大阪萬博單軌電車的起點站（中央口車站）設在自本站步行可達之處，以便利參訪遊客入園後轉乘。

## 車站構造
萬國博中央口是一個配置有島式月台一座、兩條乘車線的跨站式站房車站。因为營運當時是路線的終點站，所以该站在終點方向設有兩條有儲車尾軌，而靠鄰站千里中央車站（當時還是個臨時車站）方向則設有雙橫渡線，以便進行列車的調頭作業。由於是終點站，為了對應大量的參訪人潮，原則上採2號線月台下車、1號線用台上車的人潮分離機制。

## 其他

### 自動售票機
在營運當時，車站大廳內設置有由高見澤電機製作所（今高見澤Cybernetics的前身）所推出的多功能自動售票機，以當時而言是極為先進的技術產品。這款編號VTAC-CS1的自動售票機曾在1960年代廣泛地被日本關東、中部與近畿地方的私鐵業者採用，並配合日本國鐵在1968年（昭和43年）10月1日的改點（也就是俗稱「四三十」的大改點）正式引進日本國鐵所屬車站。在萬國博中央口車站所使用的多台VTAC-CS1中，有一台於1969年製造的機身在博覽會結束、車站拆除後，被轉用作公眾浴場的入場券售票機一段時間，因為機身狀況良好又由高見澤電機製作所收回，作為保存展示用途。這台世界上現存最古老的多功能自動售票機，在2011年時獲日本機械學會認定，成為日本機械遺產之一。

### 流行文化
名導演山田洋次於1970年推出的電影作品《家族》中，有一段主角風見一家搭乘北大阪急行電鐵列車前往參觀大阪萬博的劇情，因此讓萬國博中央口車站也得以於該作中出鏡。

## 相鄰車站
北大阪急行電鐵
會場線
千里中央（臨時站）- 萬國博中央口